# ウズムシ綱
ウズムシ（渦虫）は、「扁形動物門の中で、寄生生活をせずに、自由生活するグループ」を指し、以前はウズムシ綱（うずむしこう；Turbellaria）という分類群が置かれていた。しかし、現世の寄生生活性のグループと自由生活性のグループの共通の祖先が過去に存在したのではなく、自由生活性のグループが枝分かれして多様に進化する中で寄生生活性のグループが登場したことが判明し、ウズムシ綱という分類群は消滅した。現在、扁形動物門に属する綱として、小鎖状綱（しょうさじょうこう；Catenulida）と有棒状体綱（ゆうぼうじょうたいこう；Rhabditophora）がある。ただし、ウズムシ類（Turbellarians）あるいは自由生活性扁形動物類（free-liviing platyhelminthes）としてのグループ化は、様々な研究的側面で、現在も注目されている。以下に、ウズムシ類の形態的および生態的特徴を示した。

## 形態
一般に小形で5mm以下のものが多く、体形は多様であり、紡錘形、楕円形、円筒型、葉状、紐状、糸状を呈し、背腹に扁平のものも多い。一般に、体は柔軟で全体または一部に繊毛を生じ、無体節、腸は単一嚢状ないし分岐をもち肛門を欠く。なお、ウズムシという名の由来は、繊毛の一本一本が渦を巻いて動いていることによる。原腎管系で排出し、原体腔類で左右相称型動物の下位にある。口は腹側に位置するものが大半で、一部に頭部上方にある種類や口を欠く種類もいる。眼には眼点と色素杯型単眼とがあり、前者は多食目（Macrostomida）、後者は有棒状体綱（Rhabditophora）の大半に見られる。一方、小鎖状綱（Catenulida）のクサリヒメウズムシ属（Stenostomum）は、眼の位置に、1 対ないし4対の小体が脳に付着している。この小器官は光屈折に関係するものと考えられる。ほとんど大部分のものが雌雄同体で、その多くは雄性先熟である。主に、有性生殖により繁殖するが、小鎖状綱の全て、三岐腸目（Tricradida）の一部、有棒状体綱多食目のホソクチヒメウズムシ科（Microstomidae）では、有性生殖と共に、横分裂や破片分裂などの無性生殖を行うことが出来る。

## 生態
海水または淡水、またごく一部は陸上に生息する。有棒状体綱棒腸目（Rhabdocoela）の截頭類（Temnocephalida）のように、淡水産の十脚甲殻類、昆虫類、貝類、カメ類など様々な動物に依存して生活するものもあるが、大部分は自由生活者である。ウズムシ類の多くは肉食であるが、有棒状体綱多食目のマクロストマム・リニアーノ（Macrostomum lignano）のように珪藻を食べる種や小鎖状綱のパラカテヌラ・ガラテイア（Paracatenula galateia）のように口を欠き、腸内で共生する細菌を食べる種もいる。また、肉食性とは言っても、種によって獲物の種類は異なり、例えば、小鎖状綱クサリヒメウズムシ属（Stenostomum）のコガタクサリヒメウズムシ（S. saliens）は鞭毛虫類を、ウエクチクサリヒメウズムシ（S. simplex）は繊毛虫類を、ツキノワクサリヒメウズムシ（S. bicaudatum）は輪形動物類を好んで食べる。他にも、刺胞動物門のヒドラ属（Hydra）を捕食し、ヒドラの持つ未射出の刺胞を巧みに利用することで知られるチョウヅメヒメウズムシ（Microstomum lineae）などがいて興味深い。

## 分類
歴史的にはいくつかの変遷があるものの、1980年代にはおおむね以下の目が渦虫綱に分類されていた。
- 皮中神経目 Nemertodermatida - 無腸目に含める説もあった[16]
- 無腸目 Acoela - 珍渦虫や顎口動物を含める説もあった[12][13]
- 小鎖状目 Catenulida - 棒腸目Rhabdocoelaに含める説もあった[13]
- 多食目 Macrostomida - 棒腸目に含める説もあった[13]
- 卵黄皮目 Lecithoepitheliata - 異腸目Alloeocoelaに含める説もあった[13]
- 原卵黄目 Prolecithophora - 異腸目に含める説もあった[13]
- 原順列目 Proseriata - 順列目Seriataとしたり、異腸目に含める説もあった[13][14]
- 新棒腸目 Neorhabdocoela - 棒腸目に含める説もあった[13]
- 多岐腸目 Polycladida
- 三岐腸目 Tricladida - 順列目に含める説もあった[13]
- 截頭目 Temnocephalida - 新棒腸目に含めたり、渦虫綱から分割するなどの説もあった[13]

このうち皮中神経類と無腸類は、珍無腸動物として珍渦虫とともに扁形動物から分割された。初期に分岐した小鎖状類を除く扁形動物は、有棒状体類Rhabditophora（渦虫類のほかに条虫類・吸虫類・単生類などの新皮類Neodermataを含む）としてまとめられる。卵黄皮類は原有吻頭と錐咽頭類の2群からなる多系統群と考えられている。新棒腸目は樽咽頭亜目Dalyellioida・無吻亜目Typhloplanoida・隠吻亜目Kalyptorhynchiaに分けられていたが、2022年時点の分類体系では無吻亜目と樽咽頭亜目はDalytyphloplanida亜目として隠吻亜目とともに狭義の棒腸目Rhabdocoelaにまとめられ、截頭類（切頭類）はDalytyphloplanida亜目Neotyphloplanida下目Limnotyphloplanida小目に含まれる科（ヤドリイツツノムシ科Temnocephalidae）とされる。